# Gaspard Monge

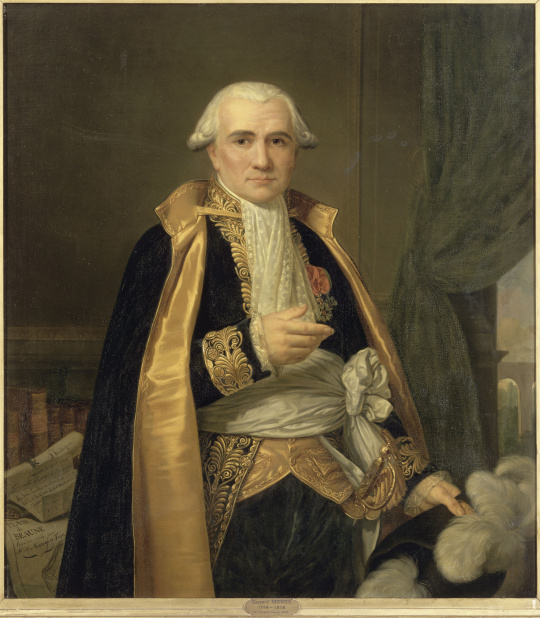
Gaspard Monge (1842) (Museo de la Historia de Francia (Versalles)).

Gaspard Monge, conde de Peluse (Beaune, 9 de mayo de 1746-París, 28 de julio de 1818), fue un matemático francés, inventor de la geometría descriptiva.
Monge publicó una geometría descriptiva y presentó una teoría del espejismo Fata Morgana. En 1783 produjo agua a partir de hidrógeno y oxígeno. Esto ocurrió independientemente de Antoine Lavoisier, quien también hizo el mismo descubrimiento ese año.

Monge fue influenciado en su pensamiento científico por Antoine Laurent de Lavoisier y trabajó en estrecha colaboración con Claude-Louis Berthollet.
Con el texto Méthode de Nomenclature Chimique de 1787 del cuarteto de autores formado por Antoine Laurent de Lavoisier, Guyton de Morveau, Antoine François de Fourcroy y Claude Louis Berthollet, la desviación de la teoría del flogisto también está justificada. En este entorno también estaban Pierre-Auguste Adet, Jean-Henri Hassenfratz, pero también Pierre-Simon Laplace y también G. Monge.
En 1798 examinó por primera vez la Fata Morgana en el Bajo Egipto.

## Biografía

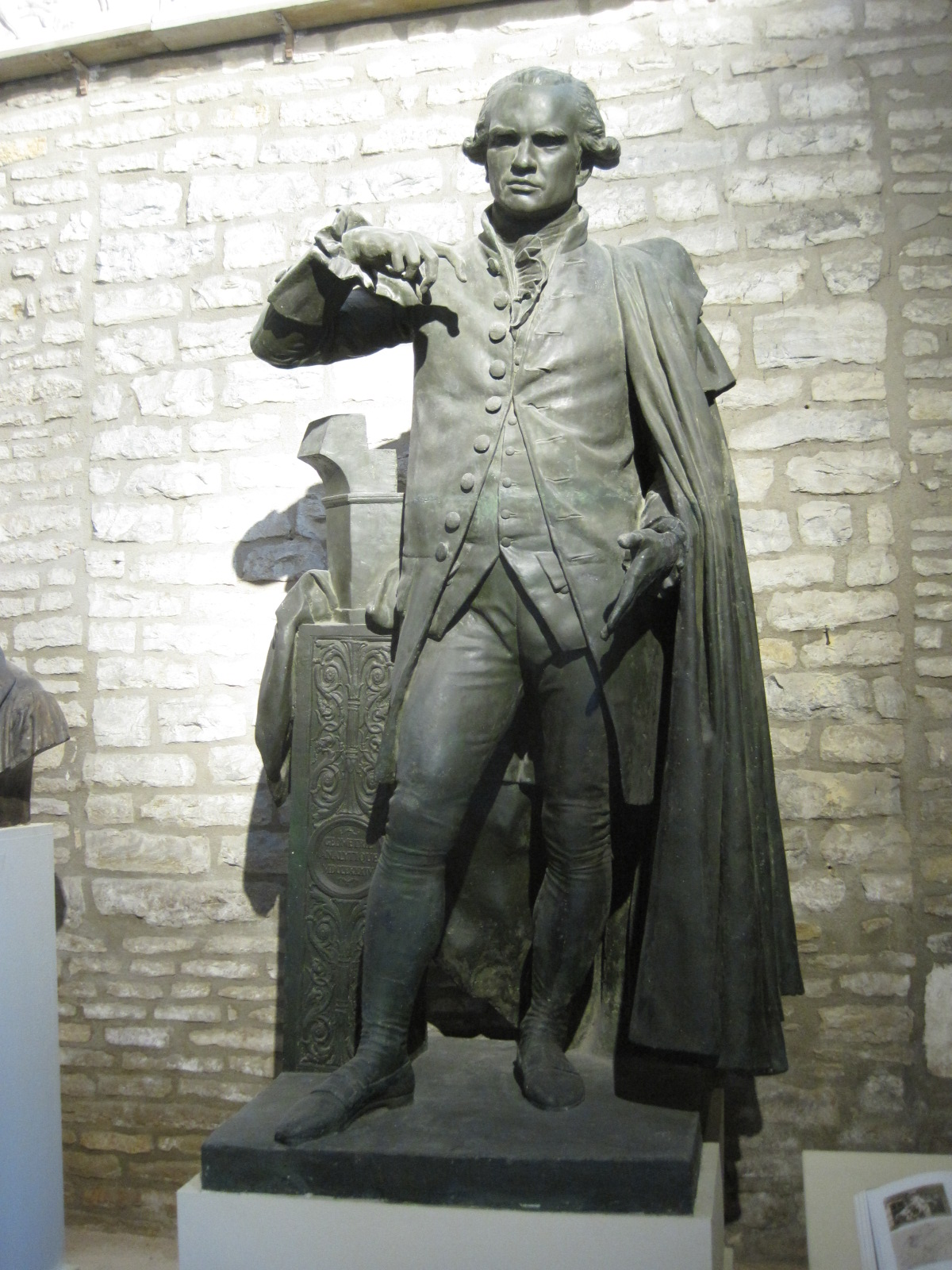
Gaspard Monge (Museo François Rude de Dijon).

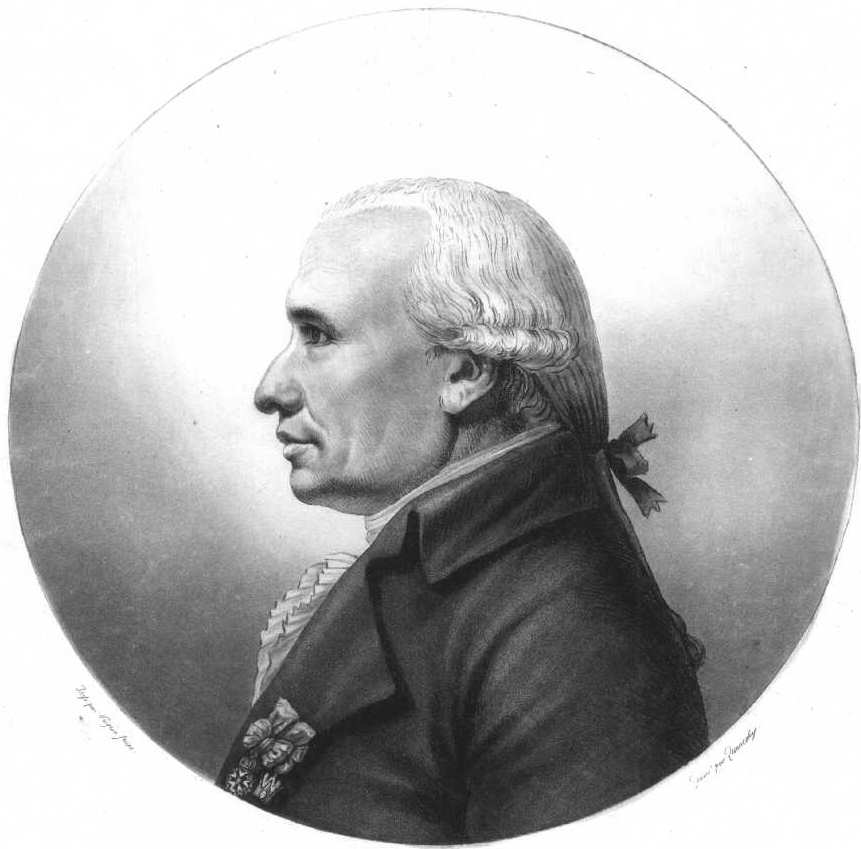
Gaspard Monge

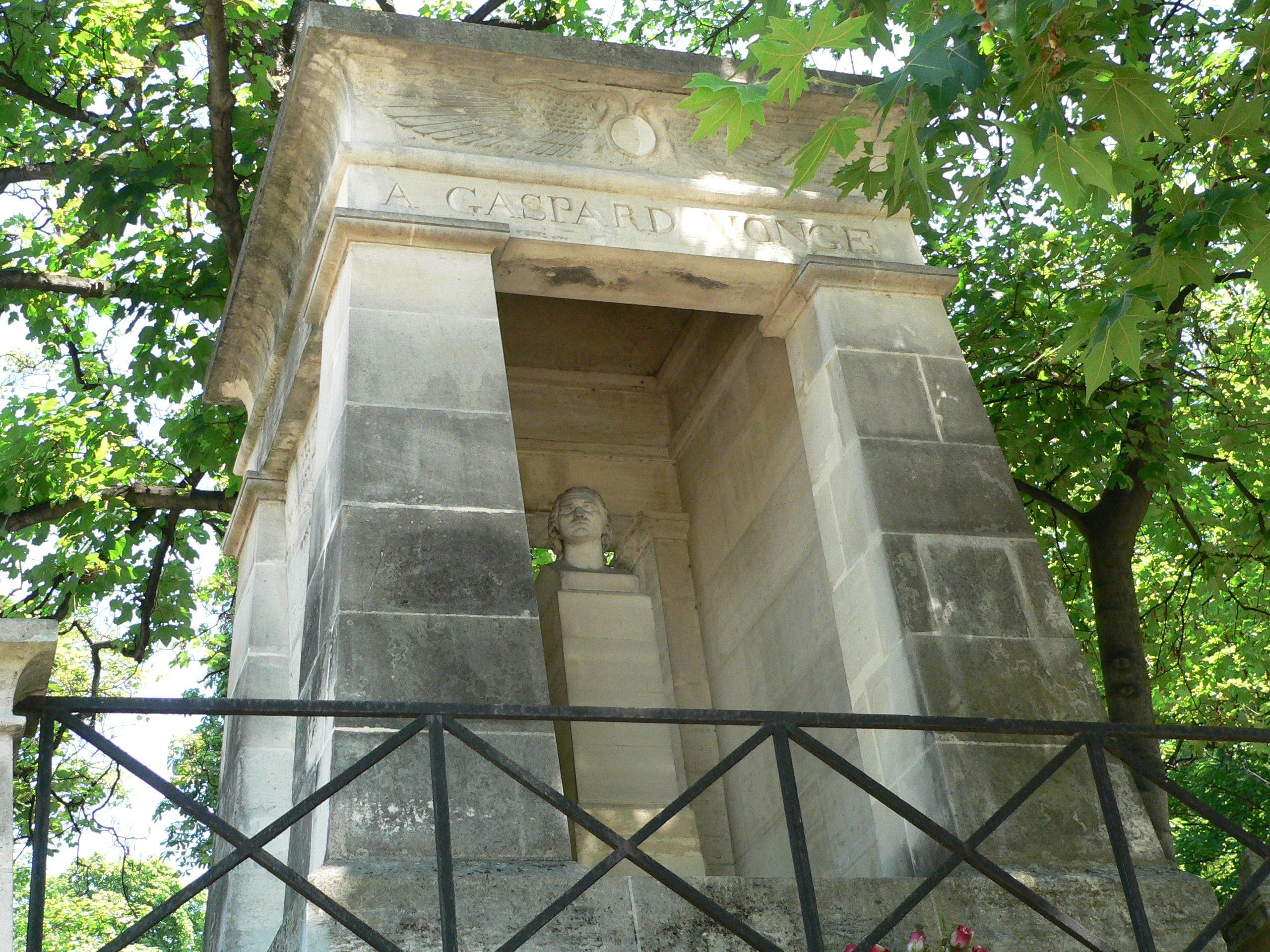
Mausoleo de Gaspard Monge en el Cementerio del Père-Lachaise.

Nació en Beaune hijo de Jacques Monge, un vendedor ambulante que posteriormente fue nombrado presidente del Colegio de Abogados de la hermandad de mercerías de Beaune, y de Jeanne Rousseaux. Estudió en las escuelas de Beaune y Lyon y en la escuela militar de Charleville-Mézières. A los 16 años fue nombrado profesor de física en Lyon, cargo que ejerció hasta 1765. Tres años más tarde fue profesor de matemáticas y en 1771 profesor de física en Mézières. Entró en la Academia Real de Ciencias en 1780 y publicó ocho años más tarde su Traité de statique.
Siendo ya uno de los más importantes científicos de su país, La Revolución Francesa, que apoyó decididamente desde su inicio en 1789, cambió por completo el curso de su vida. Miembro primero de la Sociedad Patriótica, se integró después con los Jacobinos, donde conoció a Robespierre y a Saint-Just entre otros revolucionarios notorios. Fue elegido vicepresidente en la víspera del 9 Thermidor (27 de julio de 1794).
En 1792 fue nombrado con otras cinco personas (Danton estaba entre ellas) miembro del Ejecutivo Provisional del Consejo. Nombrado Ministro de Marina (de agosto de 1792 hasta abril de 1793) por la Convención Nacional, se le pidió reorganizar los arsenales y potenciar las fábricas de cañones. Contribuyó a fundar la École Polytechnique en 1794, en la que dio clases de geometría descriptiva durante más de diez años. Entró en el instituto de Francia (1795). Mientras buscaba obras de arte durante la campaña de Italia conoció a Napoleón, quien le encarga junto con Claude Louis Berthollet que lleve al Directorio la ratificación del Tratado de Campo Formio.
El 6 de febrero de 1798 salió de París hacia Roma, con la orden de entrevistarse con el Papa Pío VI en nombre de la República Francesa, conminándole a renunciar a su autoridad temporal, conservando únicamente su autoridad espiritual. A sabiendas de que la propuesta era irrealizable, ordenó al pontífice abandonar Roma en dos días: Pío VI salió de la ciudad durante la noche del 19 al 20 de febrero de 1798. Después de los abusos del general André Masséna y de su despido (el 2 de marzo de 1798), Monge nombró los cargos de la nueva "República Romana" a excepción de las finanzas.
Es invitado a participar en la expedición a Egipto, pero alega que ya está muy avanzado de edad para participar en esta empresa. Sin embargo, Napoleón logra persuadirle y cambia de opinión. Se convierte en uno de los confidentes del joven general en Egipto, siendo nombrado primer presidente del Instituto de Egipto fundado en agosto de 1798. Además, preparó un trabajo sobre los espejismos durante su estadía en oriente.
Regresó a Francia con Napoleón el 23 de agosto de 1799, año en que publicó su famosa obra Geometrie descriptive. Fue nombrado miembro del Senado, director de la Escuela Politécnica (1802) y conde de Pelusio. La caída de Napoleón hace que le excluyan del Instituto y de la escuela Politécnica.
Se casó en 1777 con Marie-Catherine Huart (1747-1846), con la que tuvo tres hijas. Murió en París el 28 de julio de 1818 por causas naturales y fue enterrado en el cementerio del Père-Lachaise. En 1989, sus cenizas fueron trasladadas al Panteón de París.

### Monge y la Revolución: el organizador
La Revolución Francesa, que apoyó a partir de 1789, cambió por completo el curso de su vida, en un momento en que era uno de los científicos más importantes de Francia. Probablemente hacia junio de 1790, se unió, como muchos de sus compañeros académicos, a un primer club moderado, la Société patriotique de 1789, situado en el Palais-Royal. Después se unió a la Société patriotique de la section du Luxembourg. En la sección Quatre-Nations, como uno de los electores destinados a designar a los veinticuatro diputados por el Sena. Los estatutos, aceptados en enero de 1792, especifican que actúa para difundir el conocimiento de los deberes y el papel de los ciudadanos en la Constitución. Fue uno de los clubes más extremistas de la vanguardia revolucionaria, según François Pairault con sus amigos Jean-Nicolas Pache, Alexandre-Théophile Vandermonde, Jean-Baptiste Marie Meusnier y Jean-Henri Hassenfratz. Con el tiempo se convirtió en miembro del Club des jacobins. Fue elegido vicepresidente en vísperas del 9-Thermidor y era cercano a Robespierre.
Sin embargo, la Revolución no le impidió ejercer sus funciones de examinador ni formar parte de la Académie des Sciences, a la que pronto se encomendó la tarea de establecer las bases de un sistema unificado de medidas sobre una base decimal. En agosto de 1792, Monge fue nombrado ministro de Marina, como científico reconocido, partidario de la causa popular y examinador de las guardias marinas. Tras el inicio de las actividades de la Convención el 22 de septiembre de 1792, conservó su cargo de ministro de Marina en la naciente Première République. Una de sus primeras decisiones fue limitar sus privilegios como ministro y compartir su residencia oficial en la Rue Royale con oficiales de la marina. La Armada francesa estaba totalmente desorganizada debido a la huida de muchos oficiales, la insubordinación en los arsenales y las dificultades de reclutamiento. También tuvo que frenar la marea de dimisiones que le presentaron muchos funcionarios y no pudo evitar la marcha de muchos oficiales.  En febrero de 1793, como ministro de Marina, tuvo que hacer frente a la declaración de guerra a Inglaterra. El 10 de abril de 1793, dimitió como ministro de Marina, abrumado por las rencillas políticas, y regresó a la Académie des sciences, pero ésta fue disuelta por la Convention en agosto del mismo año. Fue uno de los promotores del calendrier révolutionnaire, con Fabre d'Églantine.
Republicano acérrimo partidario de la Revolución, siguió trabajando en proyectos militares y en una reforma del sistema educativo. Desde 1793, germinaba en Francia la idea de fundar una escuela única para preparar las distintas categorías de ingenieros civiles y militares. Tanto Monge como el ingeniero Jacques-Élie Lamblardie, director de la École des ponts et chaussées, pensaban que una misma formación dentro de la misma escuela pondría fin a la rivalidad entre ingenieros de distintas especialidades. Siguiendo el informe de Barère, por decreto del 11 de marzo de 1794 de la Convention, fue nombrado miembro de la comisión encargada de crear una comisión de obras públicas, que se ocuparía de puentes y carreteras, edificios civiles, obras marítimas e ingeniería militar. Participó en ella Lazare Carnot (llamado el «gran Carnot»). Un primer proyecto fue rechazado por el Comité de Seguridad Pública, que confió a Carnot un proyecto más ambicioso para la creación de una escuela central de obras públicas, anteproyecto de la École Polytechnique (Francia). Ayudó a Lamblardie, primer director de la nueva escuela, a organizar y establecer la escuela en el Hôtel de Lassay, junto al Palais Bourbon.  Como él, muchos de los miembros fundadores de la escuela pertenecían a la masonería. Sus ideales eran los de un hombre de la Revolución, preocupado por la independencia del país y que pretendía dar plena autonomía a la industria nacional. En su opinión, había que orientar a los jóvenes hacia el conocimiento científico y el dominio de la técnica. Creía que la educación, tanto científica como técnica, debía dirigirse a las clases trabajadoras y no sólo a las privilegiadas. En la École Polytechnique, contó con la ayuda de Jean Nicolas Pierre Hachette para la enseñanza de la geometría descriptiva y de Étienne-Marie Barruel y Joseph Jacotot para la de la física. Responsable de la estereotomía, escribió un curso acelerado de esta disciplina. También escribió tres cursos sobre meteorología y acústica. Una de las ramas de la ciencia a la que dedicó más esfuerzos fue la aplicación del análisis a la geometría. De esta época datan las Feuilles d'analyse appliquée à la géométrie (Hojas de análisis aplicadas a la geometría), que constituyen el borrador de Application de l'analyse à la géométrie (Aplicación del análisis a la geometría), publicado en 1795
Cuando la enseñanza ya había comenzado en la École polytechnique, una comisión nombrada por la Convención se dedicó a organizar la École normale, destinada a formar a todos los profesores de secundaria del país. Los profesores fueron elegidos entre los mejores científicos de la época, Lagrange y Laplace para matemáticas, Berthollet para química y Monge para geometría descriptiva. Pero la escuela apenas vivió cinco meses, lo que impidió a Monge desarrollar las aplicaciones de la geometría descriptiva a la representación y al diseño de máquinas como tenía previsto

## Obra
Entre 1770 y 1790 Monge contribuyó con varios trabajos sobre matemáticas y física a las Memorias de la Academia de Turín, a las Mémoires des savantes étrangers de la Academia de París, a las Mémoires de la misma Academia, y a los Annales de chimie, entre ellos «“”Sur la théorie des déblais et des remblais“”» [«Sobre la teoría de los cortes y rellenos»] (Mém. de l'acad. de Paris, 1781), que es una elegante investigación del problema con los terraplenes a que se refiere el título y establece en relación con él su descubrimiento capital de las curvas de curvatura de una superficie.  También es digno de mención que en su Mémoire sur quelques phénomènes de la vision Monge propuso una temprana explicación implícita del fenómeno de la constancia del color basada en varias observaciones conocidas.
Leonhard Euler, en su artículo de 1760 sobre la curvatura en las Memorias de Berlín, había considerado, no las normales de la superficie, sino las normales de las secciones planas a través de una normal particular, de modo que la cuestión de la intersección de las normales sucesivas de la superficie nunca se le había presentado.  El artículo de Monge da la ecuación diferencial ordinaria de las curvas de curvatura, y establece la teoría general de una manera muy satisfactoria; la aplicación al interesante caso particular del elipsoide fue hecha por primera vez por él en un artículo posterior en 1795.
La memoria de Monge de 1781 es también la primera anticipación conocida de los problemas de optimización lineal, en particular del problema del transporte. En relación con esto, el problema de transporte de suelos de Monge conduce a una definición de topología débil de una distancia entre distribuciones redescubierta muchas veces desde entonces por L. V. Kantorovich, Paul Lévy, Leonid Vaseršteĭn, y otros; y que lleva sus nombres en varias combinaciones en varios contextos.
Otro de sus trabajos en el volumen de 1783 se refiere a la producción de agua por combustión de hidrógeno. Los resultados de Monge habían sido anticipados por Henry Cavendish. Fue también en esta época, de 1783 - 1784, cuando Monge trabajó con (Jean-François, Jean-Baptiste-Paul-Antoine, o Abbé Pierre-Romain) Clouet para licuar dióxido de azufre haciendo pasar una corriente del gas a través de un tubo en U hundido en una mezcla refrigerante de hielo y sal. Esto les convirtió en los primeros en licuar un gas puro.

### La geometría descriptiva

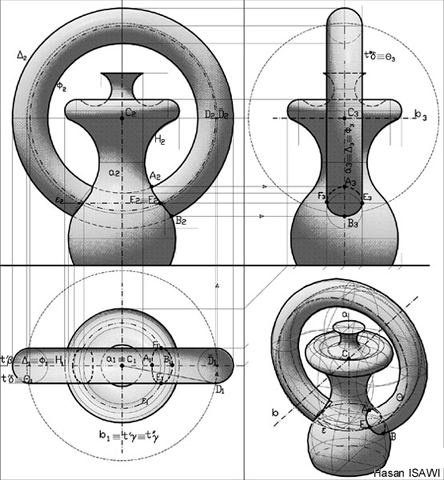
Cuatro representaciones bidimensionales del mismo objeto tridimensional, estas representaciones se obtienen mediante los formulismos de la geometría descriptiva.

Monge es considerado el inventor de la geometría descriptiva, sistema que permite representar superficies tridimensionales de objetos sobre una superficie bidimensional. Existen diferentes sistemas de representación que sirven a este fin, como la perspectiva cónica, el sistema de planos acotados, etc. pero quizás el más importante es el sistema diédrico, también conocido como sistema Monge, que fue desarrollado por Monge en su primera publicación en el año 1799.

## Obra
- Traité élémentaire de statique. París 8. A., 1810
- Géométrie descriptive. París 7. A., 1799
- Application de l'analyse à la géométrie. París 5. A., 1850
- Application de l'algèbre à la géométrie. 1805

## Reconocimientos
- Gran Cruz de la Orden de la Reunión.
- Gran Oficial de la Legión de Honor.[14]
- Caballero de la Orden de la Corona de Hierro.[15]
- Su localidad natal, Beaune, le dedicó una estatua en 1849.
- Es uno de los 72 científicos cuyo nombre figura inscrito en la Torre Eiffel.
- El cráter lunar Monge recibió su nombre en 1935.[16]
- Desde el 4 de noviembre de 1992, la Marina Francesa opera el buque MRIS FS Monge, nombrado así en su honor.
- El asteroide (28766) Monge, descubierto por Paul G. Comba en 2000 también lleva su nombre.[17]

## Escudo de armas
| Figura | Descripción |
|        | Armas del conde de Péluse y del Imperio Sobre oro, una palmera de sinople sobre un campo del mismo color; con el emblema de los Condes-Senadores en el cuarto superior izquierdo del escudo.· |